# جیمز کولویل (بازیکن فوتبال)
جیمز کولویل (انگلیسی: James Colville؛ زادهٔ تاریخ ورودی نامعتبر است) بازیکن فوتبال اهل بریتانیا است.
از باشگاه‌هایی که در آن بازی کرده‌است می‌توان به باشگاه فوتبال نوتس کانتی و باشگاه فوتبال منچستر یونایتد اشاره کرد.